# Lucien Bechmann
Pour les articles homonymes, voir Bechmann.
Lucien Adolphe Bechmann, né le 25 juillet 1880 à Paris et mort le 29 octobre 1968 dans cette même ville, est un architecte français.

## Biographie
Lucien Bechmann, d'une ancienne famille juive, était le fils d'Alice Lebenheim et de l'ingénieur en chef des ponts et chaussées Georges Bechmann (1848-1927), lui-même fils de Jacob Bechmann (1818-1895) et de Jeanne Hesse, qui étaient venus s'installer à Paris, venant de Fürth, ville de Bavière qui abritait depuis de nombreux siècles une communauté juive importante.
Admis à l'École des beaux-arts en 1898, il poursuivit brillamment ses études dans l’atelier Laloux et fut diplômé en 1905.
Il épousa en 1903 Germaine Kapferer (1880 - 20 décembre 1970), d'une famille juive alsacienne, apparentée aux industriels Deutsch de la Meurthe. Ils eurent cinq enfants :
- Geneviève Bechmann (3 avril 1904-24 novembre 1997)[4], qui épousa l'industriel Albert Dreyfus-Sée, fusillé par les Allemands en 1944. Ils eurent cinq enfants. Sous le nom d'Amélie Dubouquet, elle se signala comme auteur de livres pour enfants, pédagogue, architecte et historienne. Ses écrits pédagogiques, la placèrent dans le grand mouvement d'après-guerre de l'Éducation Nouvelle. Ses travaux ont été légués au musée national de l'Éducation à Rouen (MNE)[5]. Ils sont accessibles au public sur demande au Centre de ressources et de recherche du MNE[6] ;
- Yvonne Bechmann, qui épousa Etienne Jérome. Ils sont les parents de Jean-Pierre Jérome et des scientifiques Denis Jérome et Dominique Jérome.
- Marcelle Bechmann, qui épousa l'architecte et cinéaste Louis-Émile Galey. Ils sont les parents de l'écrivain Matthieu Galey et de la journaliste Geneviève Galey ;
- Tommy Bechmann ;
- Roland Bechmann (1919-2017), qui poursuivit une carrière d'architecte, dans la foulée de celle de son père.

Ayant effectué son service militaire en 1901-1903 à la 23e section des commis et ouvriers militaires et d'administration, du fait de sa formation supérieure, Lucien Bechmann est directement mobilisé en août 1914 au 19e escadron du train avant de passer le 1er septembre 1914 au service automobile du 13e régiment d'artillerie où l'on rassemble les hommes déclarés inaptes au combat d'infanterie. C'est de là que, comme nombre de ses camarades dans le même cas, il est dirigé vers le 13e groupe d'autos-canons de la Marine. Il y est promu brigadier-fourrier le 2 avril 1915 puis maréchal-des-logis le 19 septembre 1915. Il passe au 85e régiment d’artillerie lourde le 15 janvier 1916. Après une période d'instruction à l'école d'artillerie de Fontainebleau en novembre et décembre 1916, il est promu sous-lieutenant de réserve et affecté au 83e régiment d'artillerie lourde le 3 janvier 1917. Le 2 mars 1918 il est dirigé vers camp de Souge comme instructeur de l'armée américaine. Il est démobilisé le 3 avril 1919
Pendant les années 1940-44, le couple Bechmann-Kapferer se retira dans une ferme près de Grenoble.

## Principaux bâtiments
Sa clientèle était essentiellement privée, notamment originaire de la communauté israélite. Sont à mentionner:
- L’hôpital Rothschild, qu’il réalise entre 1909 et 1914, fait l’objet d’une importante étude préalable, menée en 1907-1908 avec le médecin-chef de l’hôpital, qui s’inspire des hôpitaux modernes étrangers.
- Pour le même commanditaire, Edmond de Rothschild, Bechmann réalise une autre œuvre remarquable, la synagogue Chasseloup-Laubat à Paris (1912).
- Son père, directeur général de la Compagnie Nord-Sud depuis 1905, lui confie, à partir de 1910, l’aménagement des stations de l’actuelle ligne 12 (ligne A du Nord-Sud), notamment la rotonde d’accès de la Gare Saint-Lazare. La compagnie, concurrente de la Compagnie du Métropolitain de Paris, apporte un soin particulier à l’esthétique des stations (céramistes : Gentil et Bourdet).

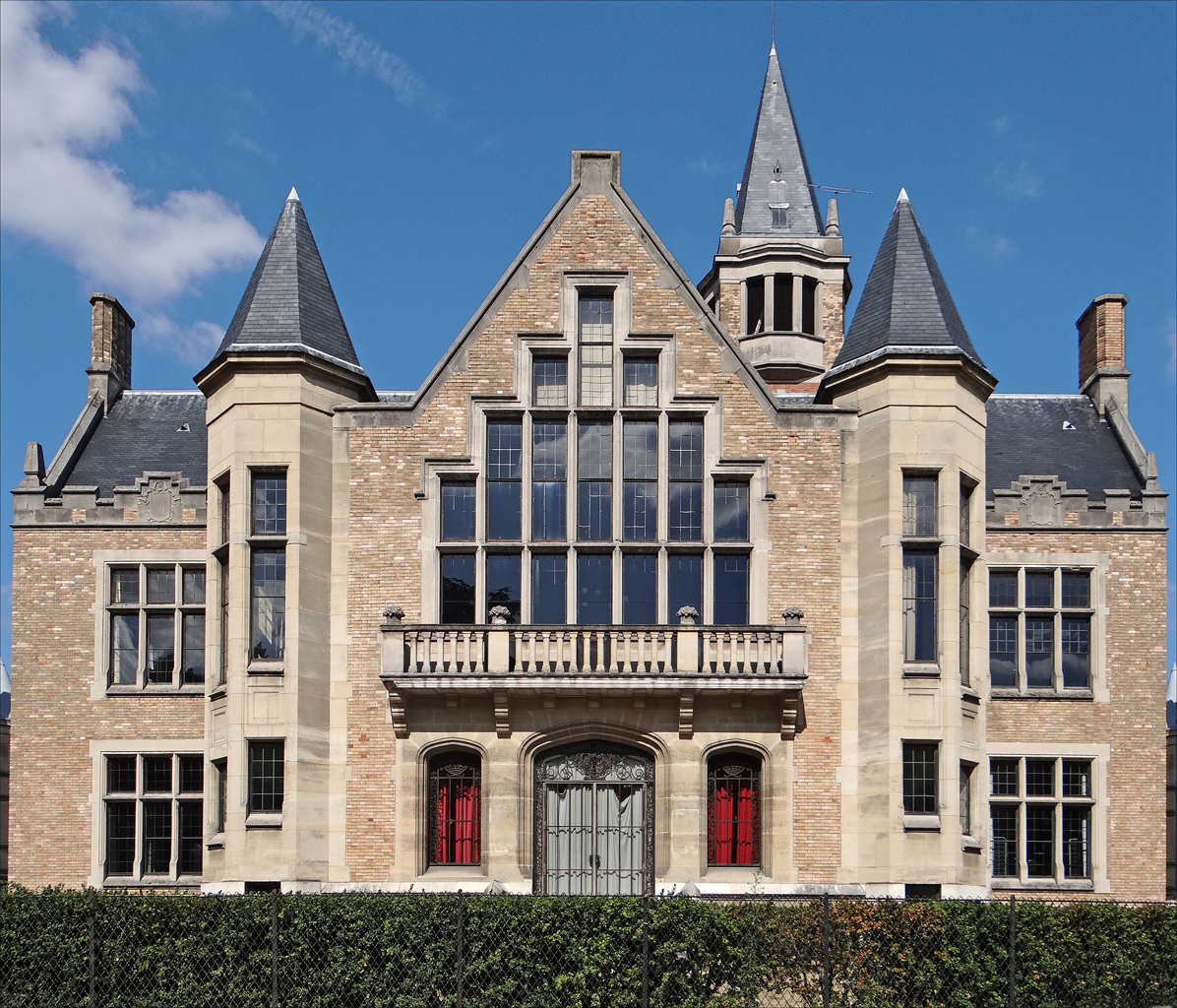
La façade sud de la fondation Deutsch de la Meurthe.

- Après la Première Guerre mondiale, Émile Deutsch de la Meurthe lui confie, pour le compte de la Fondation Deutsch de la Meurthe, ainsi qu’à Jean Claude Nicolas Forestier et Léon Azéma, le plan d’ensemble de la Cité internationale universitaire de Paris. Il en réalise le premier groupe de pavillons, celui de la fondation Deutsch de la Meurthe réservé aux étudiants français (1922-1925). Au reproche d’avoir adopté un style « oxfordien », il réplique que celui-ci n’est qu’un avatar du style médiéval normand, source réelle de son inspiration. Auteur par la suite des pavillons d’entrée (1932-1933) et du pavillon Victor-Lyon (1950), il sera l’architecte-conseil de la Cité pendant trente ans (1923-1953).
- Il construit à Paris en 1930 l’une de ses plus belles œuvres, célébrée par la critique de l’époque, l’immeuble de bureaux de la compagnie Shell, nommé Washington Plaza, rue Washington 38-44. Il y met en application les procédés de gestion de chantier qu’un voyage d’études aux États-Unis lui a permis d’approfondir. Il parvient ainsi, par une planification minutieuse, à écourter d’une année la durée des travaux, tout en respectant les coûts.

La grande intégrité et la discrétion de Lucien Bechmann sont sans doute la raison d'une notoriété plutôt modeste. Pourtant, ses façades, d’inspiration normande teintée plus tard d’influences Art déco, dissimulent des systèmes constructifs avancés utilisant les matériaux et les procédés de mise en œuvre les plus performants.

## Honneurs
- Grand prix de Barcelone (1929)
- Médaille d’honneur de l'Académie d’architecture (1961)

## Distinctions
- Croix de guerre (1917)
- Chevalier de l'ordre de Danebrog (Danemark) (1932)
- Officier de la Légion d'honneur (1937)

### Fonds d'archives
Cité de l'architecture et du patrimoine, Centre d'archives d'architecture du XXe siècle : fonds Lucien Bechmann (47 IFA).